# Orakel-Turingmaschine
Eine Orakel-Turingmaschine ist eine Turingmaschine, die mit einem Orakel verbunden ist. Bildhaft kann man sich ein Orakel als eine Black-Box vorstellen, die von der Turingmaschine befragt werden kann und ein Problem in einem Schritt löst. Der Begriff der Orakel-Turingmaschine dient in der Theoretischen Informatik dazu, Hierarchien von Berechenbarkeiten und Komplexitäten zu definieren und deren Eigenschaften zu studieren.
Durch geeignete Orakel kann man die Berechenbarkeit verstärken oder die Komplexität verringern. Zum Beispiel können Turingmaschinen mit dem Halteproblem als Orakel das Halteproblem für Turingmaschinen lösen. Turingmaschinen mit SAT als Orakel können jedes Problem aus NP in polynomialer Zeit lösen. Orakel werden auch verwendet, um Nichtdeterminismus deterministisch zu modellieren. Eine nichtdeterministische Turingmaschine kann nämlich als Schar von deterministischen Orakel-Turingmaschinen wiedergegeben werden. Der Scharparameter, das Orakel, drückt dabei die Folge der nichtdeterministischen Entscheidungen aus (vergleiche Pfad (Stochastik)).

## Definition
Sei {\displaystyle A\subseteq \Sigma ^{*}} eine Sprache über dem Alphabet {\displaystyle \Sigma }.
Eine Orakel-Turingmaschine mit Orakel {\displaystyle A} ist eine Turingmaschine {\displaystyle M} mit einem zusätzlichen Eingabeband, dem Orakelband, und drei ausgezeichneten Zuständen: {\displaystyle q_{j},~q_{n},~q_{?}}. Schreibt {\displaystyle M} ein Wort {\displaystyle w\in \Sigma ^{*}} auf das Orakelband und geht in den Zustand {\displaystyle q_{?}} über, so befragt {\displaystyle M} das Orakel: Der Nachfolgezustand von {\displaystyle q_{?}} sei {\displaystyle q_{j}} falls {\displaystyle w\in A} gilt und andernfalls {\displaystyle q_{n}}. Anschließend wird das Orakelband gelöscht.
Wenn {\displaystyle T} und {\displaystyle K} Klassen von Sprachen sind, dann bezeichnet {\displaystyle T^{K}} die Klasse der Sprachen, die von Turingmaschine {\displaystyle M} mit Orakel {\displaystyle A} akzeptiert werden, wobei {\displaystyle L(M)\in T} und {\displaystyle A\in K} sind. Typische Klassen sind einelementige Klassen, Komplexitätsklassen wie P oder NP, oder auch die Klasse aller rekursiv aufzählbaren Sprachen.
Beispiele:
- {\displaystyle P^{SAT}} bezeichnet die Klasse der Sprachen, die von einer deterministischen, polynomiell zeitbeschränkten Turingmaschine mit Orakel {\displaystyle SAT} akzeptiert werden.
- {\displaystyle NP^{NP}} bezeichnet die Klasse der Sprachen, die von einer nichtdeterministischen, polynomiell zeitbeschränkten Turingmaschine mit Orakel aus der Klasse {\displaystyle NP} akzeptiert werden.

Diese Komplexitätsklassen werden unter anderem dazu genutzt, um die Polynomialzeithierarchie zu definieren.

## Eigenschaften
- Für zwei Komplexitätsklassen {\displaystyle T}, {\displaystyle K} und eine Sprache {\displaystyle L\in K} gilt {\displaystyle T^{K}=T^{L}}, falls folgende Bedingungen erfüllt sind:
  1. {\displaystyle L} ist {\displaystyle K}-vollständig bezüglich einer Reduktion {\displaystyle \preceq }
  2. Die {\displaystyle T} zugrundeliegende Klasse von Turingmaschinen ist mächtig genug, die Reduktion {\displaystyle \preceq } zu berechnen

     Beispielsweise gilt {\displaystyle P^{NP}=P^{SAT}}, da {\displaystyle SAT} {\displaystyle NP}-vollständig bezüglich Polynomialzeitreduktion ist.
- Jede Orakel-Turingmaschine hat mindestens die Fähigkeiten seiner Turingmaschine, seines Orakels und der Komplementsprache seines Orakels. Es gilt daher {\displaystyle T\subseteq T^{K}}, {\displaystyle K\subseteq T^{K}} und {\displaystyle coK\subseteq T^{K}} für alle Klassen {\displaystyle T} und {\displaystyle K}. Letztere Eigenschaft ergibt sich, wenn man die Zustände {\displaystyle q_{j}} und {\displaystyle q_{n}} vertauscht interpretiert. Insbesondere gilt also {\displaystyle T^{K}=T^{coK}}

- Es gilt {\displaystyle P^{P}=P} und {\displaystyle NP^{P}=NP}, da die Turingmaschine anstatt das Orakel zu befragen, sich die Antwort des Orakels selber berechnen kann. Die Aussage lässt sich nicht auf nichtdeterministische Komplexitätsklassen verallgemeinern. Grund dafür ist die notwendige Eigenschaft {\displaystyle K=coK} der Orakelklasse {\displaystyle K}. Beispielsweise würde aus {\displaystyle NP^{NP}=NP} die bislang ungeklärte Beziehung {\displaystyle coNP=NP} folgen {\displaystyle ({\overline {SAT}}\in NP)}.

### Zum Halteproblem
Man beachte, dass das Orakel in keiner Weise beschränkt ist. Auch Sprachen, die nicht entscheidbar sind, kommen als Orakel in Frage. Also kann man zum Beispiel das Halteproblem als Orakel verwenden. Solche Halteorakel-Turingmaschinen können offensichtlich das Halteproblem von Turingmaschinen (ohne Orakel) lösen. Das steht natürlich nicht im Widerspruch zum Unentscheidbarkeitresultat des Halteproblems, denn dieses besagt ja nur, dass es keine Turingmaschine ohne Orakel gibt, die das Problem löst. Allerdings ist auch das Halteproblem von Halteorakel-Turingmaschinen nicht durch Halteorakel-Turingmaschinen lösbar.
Die Konstruktion von immer stärkeren Orakel-Turingmaschinen führt zur arithmetischen Hierarchie und den Turinggraden.

## Relative Berechenbarkeit
Wie oben bereits erwähnt übertragen sich die meisten Theoreme der Berechenbarkeitstheorie auch auf Orakel-Turingmaschinen.
Allen voran das Smn-Theorem zusammen mit den daraus folgenden Rekursionssätzen sowie die Unentscheidbarkeit des (Orakel-)Halteproblems.
Man spricht dann auch von relativer Berechenbarkeit (am. engl.: relativized recursion theory), dies spiegelt sich auch in den folgenden Definitionen wider:
Seien {\displaystyle A;B\subseteq \mathbb {N} } Mengen natürlicher Zahlen.
- Die Menge {\displaystyle A} heiße berechenbar in {\displaystyle B} falls es eine Turingmaschine mit Orakel für {\displaystyle B} gibt, die die charakteristische Funktion {\displaystyle \chi _{A}} berechnet, also {\displaystyle A} entscheidet.

Dies ist per Definition genau dann der Fall, wenn sich {\displaystyle A} auf {\displaystyle B} Turing-reduzieren lässt, {\displaystyle A\preceq _{T}B}.
- Die Menge {\displaystyle A} heiße entsprechend rekursiv aufzählbar in {\displaystyle B}, falls es eine Turingmaschine mit Orakel für {\displaystyle B} gibt, die die partielle charakteristische Funktion {\displaystyle \chi _{A}^{\bot }} berechnet, also {\displaystyle A} aufzählt.

Offenbar impliziert die relative Berechenbarkeit die relative Aufzählbarkeit, die Umkehrung gilt im Allgemeinen nicht.
Allerdings ist auch hier {\displaystyle A} genau dann berechenbar in {\displaystyle B}, wenn sowohl {\displaystyle A} als auch sein Komplement {\displaystyle {\bar {A}}} aufzählbar in {\displaystyle B} sind.
Hinweis: Relative Aufzählbarkeit sollte nicht mit der aufzählbaren Reduktion verwechselt werden. 
Letztere ist echt schwächer als relative Aufzählbarkeit und im Allgemeinen unvergleichbar mit der Turing-Reduktion.